# Фридрихсхафен FF.54
Фридрихсхафен FF.54 је ловачки авион направљен у Немачкој. Авион је први пут полетео 1917. године. 

Био је наоружан са два синхронизована митраљеза ЛМГ 08/15 Шпандау (LMG 08/15 Spandau) калибра 7,92 mm.

## Наоружање
| Наоружање авиона: Фридрихсхафен |      |
| Ватрено (стрељачко) наоружање   |      |
| Топ                             |      |
| Митраљез                        |      |
| Број и ознака митраљеза         | 2    |
| Калибар                         | 7,92 |
| Бомбардерско наоружање (бомбе)  |      |
| Ракетно наоружање (ракете)      |      |